# یعقوب سالم الفارسی
یعقوب سالم الفارسی (فارسی: یعقوب سالم صالح الفارسی؛ زادهٔ ۱۸ آوریل ۱۹۸۲) بازیکن فوتبال اهل عمان بود.
از باشگاه‌هایی که در آن بازی کرده‌است می‌توان به باشگاه فوتبال صور اشاره کرد.
وی همچنین در تیم ملی فوتبال عمان بازی کرده‌است.